# Іло
Іло — портове місто на південному узбережжі Перу. Місто є столицею провінції Іло. Воно знаходиться в гирлі річки Іло, недалеко від пустелі Атакама — одного з найбільш посушливих місць нашої планети. У місті є аеропорт, залізнична станція, а також мідеплавильне підприємство, яке належить компанії Southern Copper Corporation.

## Історія
Схоже, вперше як порт Іло в 1553 році згадується в книзі «Хроніка Перу» Сьєса де Леона:
 "Трохи більше однієї ліги від мису є хороший порт, що називається Ило, і по ньому стікає в море річка з дуже хорошою водою, з тією ж назвою, що і порт. Воно лежить на 18 і 1/3 градусах. "
Біля Іло в 1877 році сталася битва в бухті Пакоча.
В давнину на території Іло існувала культура чирібайя.